# Expedição 59
Expedição 59 foi a 59ª expedição à Estação Espacial Internacional, iniciada em 15 de março de 2019. Ela contou com seis astronautas, três norte-americanos, dois russos e um canadense. Depois de uma atípica expedição anterior com apenas três integrantes, ela volta ao número padrão de tripulantes numa missão de longa duração em órbita terrestre. Ela teve início com a acoplagem da nave Soyuz MS-12. 
Por padrão, as expedições na ISS começam com a desacoplagem de uma missão Soyuz anterior ao da equipe que continua a bordo; no caso, seria com a desacoplagem da Soyuz MS-10. Como esta nave sofreu um acidente no lançamento e não chegou à ISS, de maneira a manter a contagem planejada de expedições os controladores da ISS resolveram usar deste artifício desta vez, iniciando a expedição com a acoplagem do próximo voo ao invés da partida da expedição anterior. Seu encerramento ocorreu em junho de 2019.

## Tripulação
| Posição             | Tripulante          |                     |
| ------------------- | ------------------- | ------------------- |
| Comandante          | Oleg Kononenko      | Oleg Kononenko      |
| Engenheiro de voo 1 | David Saint-Jacques | David Saint-Jacques |
| Engenheira de voo 2 | Anne McClain        | Anne McClain        |
| Engenheiro de voo 3 | Aleksei Ovchinin    | Aleksei Ovchinin    |
| Engenheiro de voo 4 | Nick Hague          | Nick Hague          |
| Engenheira de voo 5 | Christina Koch      | Christina Koch      |

## Insígnia
A insígnia da Expedição celebra o papel da Estação Espacial Internacional como um laboratório científico na microgravidade. A tripulação, composta de cientistas, médicos, engenheiros e pilotos, conduz centenas de experiências em benefício da Humanidade e do nosso frágil meio-ambiente no planeta Terra. Ela é desenhada no formato da Cúpula da ISS; através de suas janelas, os astronautas tem feito muitas observações importantes dos ecossistemas terrestres e descobriram e documentaram em tempo real eventos como erupções vulcânicas e terremotos. A posição da Terra no alto do desenho mostra como o planeta pode ser visto da Cúpula. Ela representa a perspectiva única de um astronauta sobre sua casa. A imagem no centro, a ISS, é a maior estrutura que os humanos já colocaram no espaço, uma maravilha da engenharia. A estação é sobreposta em um átomo, o bloco de construção básico de toda a matéria. O átomo tem três órbitas de elétrons, com as bandeiras do Canadá, Estados Unidos e Rússia neles, representando os países de origem dos tripulantes. Como elétrons num átomo, a cooperação internacional é a força estabilizadora básica que permite a exploração espacial em larga escala. Para conseguir grandes feitos, os humanos de todo o globo precisam trabalhar juntos em paz com uma visão comum. A insígnia celebra as conquistas científicas massivas da estação espacial enquanto destaca a importância do trabalho global em conjunto em compreender nosso planeta e continuar uma exploração ousada no futuro. 

## Missão
Entre as diversas experiências feitas por esta expedição, estão a utilização  de chips de tecido para estudar alterações no corpo humano causadas pela microgravidade, capazes de reproduzir os efeitos de envelhecimento e de doenças; pesquisas com simulação de regolito no "Hermes", uma pequena instalação de pesquisas de todo tipo de material na microgravidade; estudo do ciclo de carbono na atmosfera terrestre e testes dos minirobôs em forma de cubo Astrobee, de voo livre, projetados para conduzir tarefas rotineiras a bordo da ISS. 
Entre março e abril, três caminhadas espaciais foram realizadas, num total acumulado de 20 horas. Uma delas estava planejada para ser uma atividade extraveicular histórica, sendo totalmente feminina e realizada por Anne McClain e Christina Koch, algo inédito entre as tripulações da ISS; ela acabou cancelada por problemas nos trajes espaciais a bordo porque apenas um deles tinha o tamanho correto de dorso para uma tripulante feminina, fazendo com que a outra mulher fosse obrigada a usar um traje masculino, que se mostrou extremamente desconfortável, obrigando o cancelamento da atividade. McClain e Koch fizeram AEVs mas em dupla com astronautas homens. Nestas AEVs, os astronautas instalaram placas enquanto o robô Dextre trocava suas baterias durante as caminhadas espaciais; detritos foram removidos do módulo  Unity em preparação para a chegada da Cygnus NG-11; ferramentas foram trocadas de lugar na estrutura; cabos foram roteados para uso como fonte de energia auxiliar do Canadarm2; uma placa adaptadora foi removida e reinstalado um antigo conjunto de baterias como sobressalentes para substituir uma bateria defeituosa que não funcionou corretamente numa destas atividades. David Saint-Jacques se tornou o quarto canadense a fazer uma caminhada espacial na estação.  A nave cargueira não-tripulada Progress MS-11 acoplou-se à ISS em abril, levando cerca de três toneladas de comida, remédios,componentes de sistemas de suporte à vida e de higiene pessoal para os tripulantes. Também em abril a Cygnus NG-11 acoplou-se trazendo 3.400 kg de equipamentos de pesquisa e material científico; esta nave foi batizada como SS Roger Chaffee, uma homenagem ao astronauta morto num incêndio durante um treinamento na Apollo 1 em Cabo Kennedy, em 1967. Em 6 de maio foi a vez da Dragon SpaceX ser acoplada à ISS.

## Galeria
- McClain mostra a luva do traje espacial.
- Hague e Koch trabalham nos trajes espaciais no módulo Quest.
- McClain e Saint-Jacques preparam pizzas.
- Soyuz MS-12 e Progress MS-11 acopladas durante a expedição.
- Hague, Koch e McClain preparam-se para uma caminhada espacial.